# Sielsowiet Michaliszki
Sielsowiet Michaliszki (biał. Міхалішкаўскі сельсавет, Michaliszkauski sielsawiet; ros. Михалишковский сельсовет) – sielsowiet na Białorusi, w obwodzie grodzieńskim, w rejonie ostrowieckim, z siedzibą w Michaliszkach.

## Demografia
Według spisu z 2009 sielsowiety Michaliszki i Spondy zamieszkiwało 3157 osób, w tym 2832 Białorusinów (89,71%), 186 Polaków (5,89%), 96 Rosjan (3,04%), 18 Ukraińców (0,57%), 12 Litwinów (0,38%), 4 Mołdawian (0,13%), 8 osób innych narodowości i 1 osoba, która nie podała żadnej narodowości.
Do 2019 liczba ludności spadła do 2716 osób. Największymi miejscowościami były wówczas Michaliszki (805 mieszkańców), Alchouka (603 mieszkańców), Stracza Wielka (191 mieszkańców) i Straczanka (152 mieszkańców). Liczba ludności żadnej z pozostałych miejscowości nie przekraczała 74 osób.
Do 1 stycznia 2020 liczba mieszkańców spadła do 2672 osób.

## Geografia
Sielsowiet geograficznie położony jest na Nizinie Naroczańsko-Wileńskiej (części Pojezierza Białoruskiego), a historycznie na Wileńszczyznie, w północno-wschodniej części rejonu ostrowieckiego. Największymi rzekami są Wilia oraz jej dopływy: Stracza, Soroczanka i Oszmianka. Częściowo na jego terytorium znajdują się Jeziora Soroczańskie, sięga brzegu jeziora Świr.
W większości w sielsowiecie Michaliszki położony jest Rezerwat Krajobrazowy Jeziora Soroczańskie.
Północną granicą sielsowietu jest granica państwowa z Litwą.

## Transport
Przez sielsowiet przebiegają drogi republikańskie R45 i R95.

## Historia
26 lutego 2013 do sielsowietu Michaliszki włączono w całości likwidowany sielsowiet Spondy, liczący 58 miejscowości.

## Miejscowości
- agromiasteczka:
  - Michaliszki
  - Straczanka
- wsie:

| - - Alchouka (hist. Olchowo) - Aleksandria - Babicze - Borowe - Budranie - Chociłki - Ginkiszki - Górniki - Gudele - Horszewicze - Jackuny - Jodzie | - - Kacienowicze - Kajmina Dolna - Kajmina Górna - Kazanowszczyzna - Kisiele - Kluszczany - Kościewicze - Krzywonosy - Legawce - Łokciany - Łosie | - - Łozowe - Łukowe - Łysa Góra - Markuny - Miłejszuny - Mościany - Ostaszyszki - Paszkuny - Pietraszyszki - Pilimy - Pilwiny | - - Pobole - Podkościołek - Podworańce - Popieliszcze - Radziusze - Radziusze-Tuszcza - Rudnia - Rudniszki - Sielewicze - Sieniucie - Skierdzimy | - - Sołowie - Sorocze - Spondy - Stracza Mała - Stracza Wielka - Stołpienięta Małe - Stołpienięta Wielkie - Sucharyszki - Supronięta - Tołaje - Troszczany | - - Tumki - Turowie Małe - Turowie Wielkie - Werebie - Widziuny - Wielka Wieś - Zabieliszki - Zaborce - Zawidzinięta - Żukojnie - Żukojnie Żeladzkie |

- chutory:

| - - Akartele - Babarycha - Barynowo - Borejszycha - Borek - Brzegi | - - Budyszki - Czarny Bór - Dąbrowo - Dubniki - Dworzyszcze - Gliniszcze | - - Głuszyca 2 - Goły Bór - Hliniszcza Straczanskaje - Hołubino - Janowo - Kirkiszki | - - Koczerżyszki - Kowalewszczyzna - Kupszczyzna - Ladce - Mielnica Saroczcza - Niwie | - - Nowolesie - Podlipie - Pohulanka - Rojsciszki - Sidoryszki | - - Smałzawod - Szarkowszczyzna - Zahołodno - Załuckowszczyzna - Znachory |